# Kuomintang na Birmânia
Kuomintang na Birmânia (KMT) foram as tropas dos nacionalistas chineses que fugiram para a região fronteiriça birmanesa em 1950 após a sua derrota para os comunistas na Guerra Civil Chinesa. Tecnicamente chamado de Exército Nacional de Salvação Anti-Comunista de Yunnan (por vezes também chamado de 'Exército Perdido' ), o KMT foi comandado pelo General Li Mi. Fez várias incursões malsucedidas na província de Yunnan no início dos anos 1950, apenas para ser repelido para a Birmânia todas as vezes.
Toda a campanha, com apoio logístico dos Estados Unidos, Taiwan e Tailândia, foi controversa desde o início. Não somente violou a soberania birmanesa e desestabilizou a situação política na jovem nação, mas também viu o envolvimento do Kuomintang (KMT) no lucrativo comércio de ópio da região. Em 1953, o governo birmanês frustrado apelou às Nações Unidas e pressionou internacionalmente para que Taiwan retirasse suas tropas no ano seguinte. Seria apenas após as operações militares sino-birmanesas coordenadas em 1960-1961 que forçariam a evacuação completa das forças do KMT e expulsariam as tropas remanescentes da Birmânia para os vizinhos Laos e Tailândia.